# Graceful 4
Graceful 4, album, tiếng Nhật đầu tiên của 天上智喜, được ra mắt vào 14 tháng 11 năm 2007. Ca khúc chủ đề là One More Time, OK? (tiếng Nhật: もう一度、OK？), phiên bản tiếng Nhật của 한번 더, OK? từ album tiếng Hàn đầu tay của nhóm. Album phòng thu tiếng Nhật đầu tiên của The Grace bao gồm cả năm singles đã ra mắt từ hồi tháng 1 năm 2006 tại Nhật, và album có tất cả 14 ca khúc. Album bán được với tổng số 1,622 bản tại Nhật, đạt vị trí #103 trên bảng xếp hạng Oricon.

## Danh sách ca khúc

### CD
1. Piranha
2. One More Time, OK?
3. Just for One Day(Special Edition) (天上智喜feat. JEJUNG của 東方神起)
4. I'll Kiss You
5. Boomerang
6. Pardon Me??
7. 5 cm
8. Sweet Flower
9. Get on the Floor (天上智喜 fett.Dogma)
10. The Club (天上智喜 feat. Seamo)
11. Juicy Love (天上智喜 feat. Cornhead)
12. My Everything (Japanese Version)

### DVD
1. "One More Time,OK?" Video clip
2. "Piranha" Video clip
3. "Juicy Love" Video clip
4. "Sweet Flower" Video clip
5. "The Club" Video clip
6. "Boomerang" Video clip